# 东张镇 (福清市)
东张镇是中国福建省福州市福清市下辖的一个镇。

## 行政区划
东张镇下辖以下地区：
清源社区、先进村、先锋村、香山村、半岭村、濑底村、玉林村、少林村、南湖村、三星村、道桥村、溪北村、芦岭村、岭下村、际山村、华石村、崔后村、金芝村和双溪村。